# 1607 en santé et médecine
| Années de la santé et de la médecine : 1604 - 1605 - 1606 - 1607 - 1608 - 1609 - 1610    |
| Décennies de la santé et de la médecine : 1570 - 1580 - 1590 - 1600 - 1610 - 1620 - 1630 |

Cet article présente les faits marquants de l'année 1607 en santé et médecine.

## Événements
- 19 mai : édit du roi Henri IV fondant l’hôpital Saint-Louis[1].
- William Harvey(1578-1657) entre au Collège des médecins de Londres[2].
- Ouverture de l'hôpital de la santé de Rennes, en  Bretagne, « pour recevoir les malades contagieux et plus spécialement les pestiférés », auquel s'annexera l'hospice des incurables en 1697, et qui est à l'origine de l'hôpital Pontchaillou, partie de l'actuel centre hospitalier universitaire de la ville [3].
- 1607 ou 1612 : la maison-Dieu de La Licorne, fondée en 1252-1253 à Saint-Malo par Geoffroi de Pontual et qui est aux origines de l'actuel centre hospitalier de la ville, est transférée sur les terrains alors libérés par le sanitat[4],[5].

## Publications
- Joseph du Chesne fait paraître sa pharmacopée (Pharmacopoea dogmaticorum restituta[6]).
- Giovanni Antonio Magini défend l'utilisation de l'astrologie en médecine dans son De astrologica ratione[7].

## Décès
- Georg Bartisch (né en 1535), chirurgien allemand, spécialiste des traitements de la cataracte et de la pierre[8],[9].
- Mathurin Morice (né à une date inconnue), « médecin spargirique », inscrit sur « l'état des officiers domestiques de la maison du roy [Henri IV[10]] ».